# Управно право
Управно право (енгл. administrative law) је грана права која уређује управну делатност тј. укупност свих (ауторитативних и неауторитативних) активности управе којима управа непосредно извршава свакодневне задатке и послове остварујући своју социјалну функцију, а чини је систем правних норми које уређују организацију управе и јавних служби, управни поступак, обим и садржину управне делатности – обављање управних послова, доношење правних одлука управе, вршење материјалних радњи и контролу управе. У Србији је данас устаљен назив Управно право. Пре стварања државе Краљевне Југославије, у Србији, а и у заједничкој држави, за овај предмет назив је био Административно право. Иако се управно право изучава као целина за себе, оно је део једне шире целине. У том смислу, управно право представља посебан правни подсистем, који са осталим гранама права као посебним правним подсистемима чини правни систем једне земље.

## Основни појмови
Посебан правни подсистем или посебна правна грана једног правног система није обичан скуп правних норми већ једна систематизована целина. Због тога, норме које спадају у једну грану права, преко одређених правних институција улазе у састав других грана права. То свакако доводи до тешкоћа у разграничавању међусобних односа различитих грана права, као и тешкоћа у проналажењу основних обележја сваке гране, која се по томе разликује од свих осталих правних подсистема. С тим у вези, значајно је поменути да је управно право део општег правног система једне земље са два различита аспекта:
- вертикално(општи правни принципи који вазе у једној земљи се односе и на управно право);
- хоризонтално(управно право успоставља одговарајуће међуодносе са другим гранама правног система).

Полазну основу у одређивању односа управног права и других грана права представља разграничење у погледу предмета и начина регулисања. Посебну важност у пракси представља разграничење односа управног права са: уставним, грађанским, кривичним, радним, финансијским и судским(процесним) правом.
Послове државне управе обављају министарства, органи управе у саставу министарстава (управе, инспекторати, дирекције) али се могу образовати и посебне организације (секретаријати, заводи, јавне агенције, центри) и јавне службе (јавне установе, јавна предузећа) и други облици организовања којима се остварују права и потребе грађана и правних лица.
У обављању своје делатности управа доноси управне прописе којима прописује опште правило за неодређен број случајева и лица, затим управне акте којима управа прописује посебно правило за конкретан случај и одређено лице, склапа управне уговоре и чини управне радње којима управа пружа грађанима јавне услуге (нпр. вођење евиденције, издавање уверења).
Од велике важности јесу оне процесне норме које се односе на управни поступак зато што се њима прописује поступак доношење управних аката којима се одлучује о правима и обавезама у управним стварима.
Контрола управе може бити политичка – од стране Народне скупштине, Владе, политичких странака и јавног мњења и правна – управна контрола управе, судска контрола управе и посебна контрола управе од стране јавног тужилаштва и омбудсмана (заштитника права грађана).
У надлежности органа управе налази се, између осталог, и вођење евиденције о елементима личног статуса грађана. Ове евиденције служе како за стицање сазнања о одређеним подацима релевантним за одређене правне ситуације, али и као претпоставка за издавање исправа (нпр. уверења, потврде..) грађанима на основу којих могу да остваре своје права и интересе.
Службене евиденције могу се водити у оквиру матичних књига (нпр. рођених, венчаних, умрлих), разних евиденције које воде органи унутрашњих послова (нпр. о личним картама, путним исправама, моторним возилима), као и евиденција коју воде органи старатељства. Као посебна управна материја из области унутрашњих послова јављају се питања у вези са пребивалиштем и боравиштем, као и држављанством грађана. Иако су основне тенденције управе ефикасност, транспарентност, тачност, одступање се манифестује кроз ћутање управе.
Према Уставу Србије из 2006. године, аутономне покрајине у складу са Уставом и својим статутом, уређују надлежност, избор, организацију и рад органа и служби које оснивају. Република Србија има Аутономну покрајину Војводину и Аутономну покрајину Косово и Метохија.
Више о основним институтима управног права у посебном чланку.
Други појмови: управни уговори, е-управа, вршиоци управе, управни надзор.

## Предмет управног права
Управно право је веома динамично. Оно прати развој и стагнацију друштвених односа, тако да имамо и подсистеме управног права који могу, временом, да се претворе у самосталне правне дисциплине (пореско право, еколошко итд.). Последњих двадесет година уочљив је процес дерегулације бројних правних односа који су били под управним режимом. Због ове околности јавља се потреба упознавања и прилагођавања наше управне науке и нашег законодавства, почев од напуштања концепције о управном праву као функцији власти. Иако се истиче да постоји онолико дефиниција колико и аутора, временом су се искристалисале две типичне концепције, тако да можемо да разликујемо ужу и ширу концепцију предмета управног права.
Ужа концепција полази од становишта да управно право регулише управну функцију, односно вршење управне власти, за разлику од шире концепције која управно право види као вршење управне делатности, односно вршење јавних служби.
Према ужој концепцији, предмет управног права је скуп правних норми које регулишу оснивање, укидање и међусобне односе органа који врше управну власт, а према широј је то систем правних норми које регулишу организацију управе и јавних служби.
Уже схватање произлази из традиционалних концепција о управи као државној власти коју је заступао и немачки аутор Георг Јелинек. Иако се ово схватање сматра превазиђеним, постојали су и још постоје аутори који заступају ову концепцију, међу којима су најзначајнији: Радомир Лукић, Павле Димитријевић, Ратко Марковић и Зоран Томић. Данас најупорније ову концепцију заступа Зоран Томић који полази од сопствено конструисаног појма управног рада. У ову концепцију можемо уврстити и тзв. класну концепцију управе, која полази од политичко-идеолошких ставова Маркса, Енгелса и Лењина. Данас класну концепцију управе посебно заступа Невенка Бачанин, а раније је то био Радомир Лукић.
Шире схватање о предмету управног права полази од савремених концепција о управи као јавној служби, у смислу управне делатности као вршење јавне службе, али такође и у смислу државних и недржавних субјеката који обављају управну делатност. Ово схватање заступао је Леон Диги, од наших аутора то су: Слободан Јовановић, Ђорђе Тасић, Михајло Илић, Никола Стјепановић, Драгаш Денковић и професор др Стеван Лилић.
На основу свега изнетог, а посебно ако се прати друштвени развој развијених земаља Европе, можемо да закључимо да управа данас не може бити само функција државне власти, већ треба да буде јавна служба, тј. јавни сервис грађана. По свему судећи, јасно је да је ужа концепција превазиђена и да шира успева да покрије све делатности које се данас стављају пред управу.

## Правни институти
Правни институти су правно-логичке конструкције које представљају систематизовану целину правних односа и правних норми. Основни институти управног права су управна ствар, управни поступак, управни акт, управна радња, управни надзор и управни спор.

### Управна ствар
Управна ствар је правна ситуација у којој се решава о:
- правима, или
- обавезама, односно
- правним интересима лица у појединачном случају.

За управну ствар је битно да је реч о одлучивању у појединачном случају. Ово одлучивање може имати два различита модалитета:
- одлучивање о признавању права, или
- одлучивање о утврђивању обавезе неке странке.

### Управни поступак
Управни поступак је поступак доношења управних аката. Управни поступак се може покренути на два начина:
- на захтев странке
- по службеној дужности,

у зависности од тога да ли се ради о признавању права или утврђивању обавеза. Управни поступак се води ради остваривања и заштите и јавних и појединачних интереса, у извршењу и границама објективног права. Управни поступак је једностраначки поступак, имамо једну странку и орган управе.

### Управне радње
Управна радња је радња коју обавља управни орган. Законски прописи употребљавају термин управне мере, којим се обухватају и управни акти и управне радње. Управне радње се деле на: документовање, саопштавање, примање изјава, принудне радње.

### Управни акти
Управни акти су основна врста појединачних правних аката које у вршењу управне делатности доноси управа. Основна обележја управног акта су конкретност, ауторитативност, једностраност, правно дејство, заснованост на закону, изврсност.

### Управни надзор
Управни надзор је врста контроле коју врши управа и која се остварује као надзор који врши управа у односу на примену закона од стане грађана и организација или као надзор који управа врши над субјектима који имају управна јавна овлашћења. Управни надзор обухвата:
- надзор над законитошћу рада предузећа, установа и других организација, када је то законом предвиђено,
- надзор над законитошћу аката предузећа, установа и других организација, када они на основу закона решавају о правима, обавезама и правним интересима грађана и других правних лица,
- инспекцијски надзор.

### Управни спор
Управни спор  је посебан облик судске контроле законитости управног акта. То је врста судског поступка у коме се оцењује законитост аката којима државни органи, предузећа и друге организације које врше јавна овлашћења решавају о правима или обавезама физичких лица, правних лица или других странака у појединачним управним стварима. Предмет управног спора јесте законитост управног акта. Постоје различите поделе и врсте управних спорова које произлазе из различитих критеријума који се користе за класификацију. Уобичајена је подела на:
1. објективне и субјективне' управне спорове
2. спорови ограничене и пуне јурисдикција

## Историјски развој управе и управног права
Развој писаних и обичајних правних правила која су уређивала корене управе као система за регулацију вршења власти у друштву, текао је у различитим деловима света упоредо са развитком државе.
У старом веку разликујемо два модела управе. Са једне стране, имамо источњачке деспотије попут Хамурабијевог Вавилона или Старог Египта, које везује јака централизација оличена у владаревој целокупној законодавној, управној, судској и војној власти, коме је на располагању стајао гломазан апарат који је он постављао, строго хијерархизован и бирократизован - „Главна особина државног уређења Египта кроз све периоде ... био је снажан централизован и бирократизован апарат власти.“.
Са друге стране, имамо западне државе попут Старог Рима где је управни систем изборан и услед решавања проблема односа централних државних органа са провинцијама у већој мери децентрализован. Развија се поштански саобраћај у Риму као инструмент управљања државним пословима.
Почетке проучавања управе налазимо у оквиру филозофских разматрања државе, њеног рада и устројства, античких мислиоца- Платона и Аристотела. Настаје наука о ратовању као посебна делатност државе.
У средњем веку, у периоду феудализма, јављају се тенденције у правцу јачања централне власти у виду борби владара са феудалцима. Министри пролазе кроз фазу феудалног и уставног министра. Утицај римског искуства на Византију у правцу покушаја спровођења децентрализације управног апарата. Јављају се и први облици локалне самоуправе. У доба ренесансе је велики значај Макијавелијевог дела “Владалац” као пример искуства у управљању државним пословима тог времена.
У новом веку, у доба апсолутне монархије, настаје промена државне управе- јача улога централних државних органа, средишња власт надзире подручне извршне органе који бивају установљени уместо ранијих племићких органа власти у провинцијама (Француска, Пруска). Формирају се емпиријске и дескриптивне дисциплине о вештини управљања државом. Издвајају се најважнији државни послови- војни, полицијски и финансијски.
У доба просвећеног апсолутизма, управа је доживела преображаје који су оставили печат до данашњих дана. Министарска функција добија јавно правни карактер формирањем министарстава (спољни послови, рат, правда, унутрашњи послови, финансије) са министрима појединцима на челу „Министарска функција је добила јавноправни карактер тек крајем XVII века са преображајем феудалне у апсолутну монархију.“ Рађају се наука о полицији као претеча дисциплина које су се бавиле управом (Немачка) и тзв. камерална наука као знање потребно службеницима краљевских канцеларија за успешно обављање државних послова. Значајно је дело Лоренца фон Штајна “Наука о управи” настало у другој половини XIX века, као до тада највише достигнут домет у проучавању управе. „Схваћена у данашњем смислу, локална самоуправа успостављена је у Енглеској као оригинерни и самостални облик управљања на ужим територијама.“
Након грађанских револуција, афирмише се правна држава. Јављају се правне норме о управи, а издваја се наука о управи из састава науке о држави. Пракса француског Државног савета као предмет научне обраде управног права у француској инспирисала је даљи развој науке управног права. Значајна су дела Дикрока, Лаферјера, Дигија у смислу првих која су била посвећена проблемима управног права у Француској.

## Упоредно управно право
Упоредно право је грана права која се бави прикупљањем, превођењем и проучавањем података о стању законодавства, правне науке и праксе у другим земљама анализирајући важна питања међународног и упоредног права.

### Системи
Према уобичајеној класификацији правних система издвајамо три велике породице права: европско-континентални, англосаксонски и шеријатски правни систем. Поред ових система, данас се као посебан систем издваја и право Европске уније.
Управно право се кроз развој друштва различито дефинисало. Према традиционалној концепцији управно право представља вршење управне власти. Савремена концепција се залаже за координацију и увођење јавних служби. Док најсавременије схватање полази од управног права као система за социјалну регулацију.

#### Европско-континентални
Европско-континентални систем управног права води порекло из традиције римског права. Посебно се истичу Француски и Немачки систем који су извршили велики утицај на остале земље.
Француски систем полази од идеје о постојању посебних управно правних норми и посебних управних судова који пружају судску заштиту. Основ за развој управног права имао је државни савет. Према Немачком систему циљ управе није извршење закона већ вођење послова државе, при чему активности управе не морају да буду подвргнуте посебном административном режиму права.

#### Англосаксонски
Англосаксонски систем заснива се на енглеском обичајном праву и посебним судским одлукама. Карактеристичан је за Енглеску и САД. Дуго се сматрало да у Енглеској нема управног права као посебне гране права јер се судска заштита грађанима пружала према општим принципима. Међутим према савременим схватањима оно обухвата широк дијапазон овлашћења везаних за централне органе, локалну управу и јавне службе.

#### Остали системи
Поред горенаведених, постоје и посебни системи који садрже елементе и европско-континенталног и англосаксонског права (као сто су правни систем Канаде, Јапана) као и специфични системи социјалистичких земаља, земаља Далеког истока, Африке и тд.
Социјалистички систем је почивао на идеји да је држава монопол силе и принуде са циљем остваривања владајућих интереса а управно право формализован израз воље владајуће класе. Ова доктрина је извршила велики утицај на бивше социјалистичке земље а тиме и на нас. Савремена социјалистичка доктрина види управно право као скуп норми које регулишу организовање, вршење и контролу управне власти, у коме се ауторитативни однос замењује односом координације.

### Међународно управно право и ЕУ
Међународно право је посебна област управног права која се данас све више развија. Бави се првенствено уређивањем правних односа међународних службеника са својим организацијама. Почива на идеји да међународне организације не треба да подлежу јурисдикцији националних судова, па је у ту сврху створен Административни трибунал.
Право Европске уније полази од најсавременијег схватања управе. Оно тежи неутрализацији негативних ефеката могућег против законитог понашања у друштвеним односима. Право Европске уније обавезује њене чланице стварајући заједнички систем управних вредности и принципа. Остваривање сталних контаката између јавних службеника земаља чланица доприноси уједначавању управног права.
Што се тиче земаља бивше Југославије управно право је као у већини земаља у процесу трансформације и реформе. Тежи се усаглашавању са међународним и европским правом.

## Управно и уставно право
Веза управног и уставног права се може посматрати у вертикалном смислу, тј. да уставно право представља основну грану права из које се развијају остале, изведене гране права, међу којима је и управно. Може се реци да је то непосредан однос између основне и опште према изведеној и посебној грани права.

## Управно и грађанско право
Управно право и грађанско право се суштински разликују како по предмету којим се баве, тако и по методу регулисања. Ипак, предмет грађанског права, тј. имовински односи, су донекле обухваћени и управним правом за који не представљају основни предмет регулисања. И тада, разлика у природи односа који се по овом питању успостављају у грађанском и управном праву се веома разликују. Наиме, грађанско право се као “приватно право” заснива на аутономији воље и равноправности субјеката у односу, док се у управноправном односу један од субјеката (државни орган или организација) појављује са јачом вољом. Ипак, ове двије гране права се, без обзира на наведене разлике у неким сегментима преплићу и подударају. То се посебно осети у осавремењеним правним системима у којима државни органи и организације које врше јавна овлашћења не употребљавају увек право заповедања као пут и начин за задовољење потреба државе и друштва, већ се према појединцу постављају као према равноправном учеснику у датом односу. Такође се дешава да је један грађанскоправни однос основа за заснивање и постојање управноправног односа (нпр. продаја неког производа, купопродаја непокретности која за последицу има и плаћање пореза). Поред тога, управни уговори (уговори о набавкама и услугама које органи управе закључују са појединцима) имају елементе и грађанског и управног права.

## Управно икривично право
Кривично право је јасно одвојиво од управног, али постоје случајеви када се и ове две гране поклапају. То је случај са прекршајима, у вези са којима је прекршајни поступак који углавном воде управни органи. Они тада примењују многе институције материјалног кривичног права, те га на тај начин доводе у непосредну везу са управним правом.

## Управно и друге гране права
Управно право је са радним правом је у нераздвојној вези када су у питању радноправни статуси службених лица у органима управе. Ове две гране права се могу обухватити једним ширим подручјем-службеничким правом.
Финансијско право је скуп правних норми које регулишу вршење “финансијске делатности” у вези са остваривањима општег интереса. Финансијска делатност је претежним делом подврста управе: вршењем активности из састава финансијских делатности успостављају се управноправни односи (намеће се, између осталог, члановима друштава да из личних средстава издвајају оно сто је неопходно за заједничке потребе друштва). Из овога јасно произлази да се својим већим делом финансијско право појављује само као “посебан део” управног права или, боље речено, то је однос специјалног према општем.
Управно право, као што је већ речено, има додирне тачке и са судским, нарочито судским процесним правом. То је посебно уочљиво када је у питању грађански парнични поступак јер се поједини институти овог поступка аналогно и супсидијарно примењују у управном поступку и управном спору. Сличан је однос између кривичног судског поступка и неких квазиуправних поступака какви су прекршајни и дисциплински.